# Gerechtelijk gebied Bergen
Het gerechtelijk gebied Bergen is een van de vijf gerechtelijke gebieden in België.

## Structuur
Het gerechtelijk gebied Bergen beschikt over de territoriale jurisdictie binnen haar grondgebied. Het rechtscollege neemt kennis van de hogere beroepen tegen de uitspraken van de rechtbanken van eerste aanleg en rechtbanken van koophandel van het gerechtelijke arrondissement Henegouwen. Het orgaan wordt gerechtshof genoemd en de uitspraken die geveld worden zijn arresten.
Het hof van beroep heeft zijn hoofdzetel te Bergen en is onderverdeeld in een burgerlijke kamer, een jeugdkamer en een correctionele kamer. In het kader van de wet op de voorlopige hechtenis en de betwisting in lopende gerechtelijke onderzoeken beschikt ze tevens over een kamer van inbeschuldigingstelling en een bureau voor rechtsbijstand. Daarnaast wordt binnen dit gebied ook een arbeidshof georganiseerd dat zetelt in Bergen.
| Gebied           | Europese Unie    | België           | België           | België           | België           | Bergen         | Henegouwen     | Henegouwen                  | Henegouwen                  | 20                              |                                 |                                 |                                 |
| Sociaal recht    | Hof van Justitie | Hof van Cassatie | Hof van Cassatie | Hof van Cassatie | Hof van Cassatie | Arbeidshof     | Arbeidshof     | Arbeidsrechtbank            | Arbeidsrechtbank            | Arbeidsrechtbank                | Arbeidsrechtbank                | Arbeidsrechtbank                |                                 |
| Handelsrecht     | Hof van Justitie | Hof van Cassatie | Hof van Cassatie | Hof van Cassatie | Hof van Cassatie | Hof van Beroep | Hof van Beroep | Rechtbank van Koophandel    | Rechtbank van Koophandel    | Vredegerecht                    | Vredegerecht                    | Vredegerecht                    |                                 |
| Burgerlijk recht | Hof van Justitie | Hof van Cassatie | Hof van Cassatie | Hof van Cassatie | Hof van Cassatie | Hof van Beroep | Hof van Beroep | Rechtbank van eerste aanleg | Rechtbank van eerste aanleg | Vredegerecht / Politierechtbank | Vredegerecht / Politierechtbank | Vredegerecht / Politierechtbank | Vredegerecht / Politierechtbank |
| Strafrecht       | Hof van Justitie | Hof van Cassatie | Hof van Cassatie | Hof van Cassatie | Hof van Cassatie | Hof van Beroep | Assisenhof     | Rechtbank van eerste aanleg | Rechtbank van eerste aanleg | Vredegerecht / Politierechtbank | Vredegerecht / Politierechtbank | Vredegerecht / Politierechtbank | Vredegerecht / Politierechtbank |

## Geografie
Het verenigt het gerechtelijke arrondissement van de provincie Henegouwen in één omschrijving, om redenen van organisatie van een beroepsprocedure. Het is het enige gerechtelijke gebied dat slechts één provincie omvat. Het is ook het enige gerechtelijk gebied dat sinds 1 april 2014 slechts een arrondissement bevat, men name het gerechtelijk arrondissement Henegouwen. Voor 2014 telde het gerechtelijk gebied Henegouwen drie gerechtelijke arrondissementen: Bergen, Charleroi en Doornik.

### Indeling in gerechtelijke arrondissementen en kantons
Henegouwen
- Aat
- Bergen 1 & 2
- Binche
- Boussu-Colfontaine 1 & 2
- Charleroi 1-4
- Châtelet
- Chimay
- Doornik 1 & 2
- La Louvière
- Leuze-en-Hainaut
- Moeskroen
- Seneffe
- Thuin
- Zinnik